# Герцог де ла Торре
Герцог де ла Торре — испанский аристократический титул. Он был создан 24 ноября 1862 года королевой Изабеллой II для испанского военного и политического деятеля, капитана-генерала Франсиско Серрано и Домингеса (1810—1885). Он занимал посты председателя правительства (1868—1869, 1871, 1872, 1874), регента Испании (1869—1871), президента Испании (1874).

## Герцоги де ла Торре
- 1862—1885: Франсиско Серрано и Домингес, 1-й герцог де ла Торре (17 сентября 1810 — 25 ноября 1885), старший сын Франсиско Серрано и Куэнка (1776—1840) и Исабель Домингес Гевары Васконселос и Альбукерке
- 1885—1942: Франсиско Серрано и Домингес Боррель, 2-й герцог де ла Торре, 3-й граф Сан-Антонио (1 октября 1862 — 28 августа 1942), старший сын предыдущего и Антонии Домингес Боррель Гевары и Ленуй, 2-й графини де Сан-Антонио (1831—1917)
- 1942—1975: Карлос Игнасио Мартинес де Кампос и Серрано, 3-й герцог де ла Торре, 4-й граф Сан-Антонио, 4-й граф Сантовения, 1-й граф Льобера (6 октября 1887—1975), единственный сын Хосе Мартинеса де Кампоса и Мартина де Молины и Марии де ла Консепсьон Микаэлы Серрано и Домингес (ум. 1941), внук генерала Франсиско Серрано
- 1975—2000: Леопольдо Мартинес де Кампос и Муньос, 4-й герцог де ла Торре, 2-й граф Льобера (8 декабря 1910 — 11 августа 2000), старший сын предыдущего и Марии Хосефы Муньос и Рокка-Таллады
- 2000 — настоящее время: Карлос Мартинес де Кампос и Карулья, 5-й герцог де ла Торре (род. 1944), 5-й граф Сан-Антонио, старший сын предыдущего и Мерседес Карульи Рико (род. 1919).